# Phractura macrura
Phractura macrura är en fiskart som beskrevs av Poll, 1967. Phractura macrura ingår i släktet Phractura och familjen Amphiliidae. IUCN kategoriserar arten globalt som otillräckligt studerad. Inga underarter finns listade i Catalogue of Life.